# 후에 대학
후에 대학(Đại học Huế)은 베트남의 옛 황실 수도인 후에에 위치한 대학이다. 후에 대학은 베트남의 중요한 지역 대학들 중 하나이다. 베트남에서는 국가대(호찌민시 국가대학, 하노이 국가대학), 지방대(타이응우옌대, 다낭대, 후에대) 등 3개 등급으로 대학이 분류된다.

## 역사
후에 대학은 1957년 3월에 처음 설립되었다. 1975년 통일 후, 후에 대학의 기존 학력에 근거하여 독립적인 대학이 설립되었다. 1994년 4월 4일자 정부령 제30호/ND-CP에 따라 후에에 소재한 모든 대학을 재편성하여 후에 대학이 재설립되었다. 후에 대학은 특히 베트남 중부, 베트남 서부 고원 등지의 건설과 발전에 기여하기 위해 학부와 대학원 수준에서 학생들을 훈련시키고, 연구를 수행하고, 과학과 기술을 다방면에 걸쳐 응용할 책임이 있다.

## 조직 및 학과
- 대학평의회
- 과학교육위원회
- 정보기술응용위원회
- 품질보증위원회
- 대학학원학회
  - 과학대학
  - 교육대학
  - 농림대학
  - 의과대학
  - 예술대학
  - 경제대학
  - 외국어대학
  - 법학전문대학원
  - 관광·병원성학교
  - 체육학교
  - 후에 대학 꽝찌 분교
- 행정부서
  - 대학행정사무소
  - 학술문제
  - 과학기술환경
  - 국제협력
  - 기획재정
  - 인원조직
  - 학생관계
  - 설비관리
  - 시험기관
  - 법치주의
  - 감사
- 센터
  - 교육 QA 센터
  - 생명기술연구소
  - 천연자원환경연구소
  - 국제교육센터
  - 배양기술이전센터
  - 원격교육센터
  - 학습자원센터
  - ICT 센터
  - 학생서비스센터
  - 국가방위교육센터

## 평가
QS 세계 대학 순위는 아시아 상위권 대학 451~500개 중, 2019년 베트남에서는 6위를 각각 차지했다.